# Powierzchnie dotykowe z miedzi przeciwdrobnoustrojowej
Powierzchnie dotykowe z miedzi przeciwdrobnoustrojowej – powierzchnie różnych elementów (klamek, poręczy, tac) często dotykane przez ludzi w pracy i życiu codziennym, które w szpitalach i przychodniach wykonuje się z miedzi i ze stopów miedzi, głównie mosiądzu i brązu. Przeciwdrobnoustrojowe (antybakteryjne i bakteriobójcze) właściwości powierzchni miedzianych opisano obszernie w literaturze przedmiotu i poparto badaniami.

## Właściwości powierzchni dotykowych ze stopów miedzi
Stopy miedzi posiadają naturalne właściwości zabijające szeroką gamę mikroorganizmów. Ich stosowanie może być korzystne dla sektora zdrowia publicznego i placówek medycznych przyjmujących pacjentów szczególnie wrażliwych na działanie drobnoustrojów. Z tego względu na całym świecie przeprowadzano i nadal prowadzi się wiele badań mających dowieść skuteczności miedzi w zabijaniu bakterii z enterokrwotocznego szczepu pałeczki okrężnicy, gronkowców (w tym opornych na metycylinę), Clostridium difficile, a także wirusa grypy typu A, adenowirusów i grzybów.
Dużą część tych prób przeprowadza się na Uniwersytecie Southampton i Uniwersytecie Northumbria (Wielka Brytania), Uniwersytecie Stellenbosch (RPA), Uniwersytecie Punjab (Indie), Universidad de Chile (Chile), Uniwersytecie Kitasato (Japonia), Instituto do Mar i Uniwersytecie w Coimbrze (Portugalia), Uniwersytecie w Nebrasce i Arizona State University (USA)

## Testy powierzchni ze stopów miedzi w placówkach zdrowia
Drobnoustroje mogą przetrwać na powierzchniach nieożywionych przez długi czas. Jest to problem zwłaszcza w placówkach zdrowia, gdzie pacjenci z niedoborem odporności są narażeni na zakażenia.
Typowe powierzchnie dotykowe szpitali, m.in. uchwyty łóżek, przyciski alarmowe, blaty, krzesła, gałki, rączki, klamki, włączniki światła, poręcze, stojaki na kroplówkę, dozowniki (alkoholu odkażającego, ręczników papierowych, mydła) i rozmaite wózki – wszystkie są mocno zanieczyszczone groźnymi bakteriami MRSA czy VRE. Zazwyczaj przedmioty położone w bezpośrednim otoczeniu pacjentów są najsilniej zakażone powyższymi bakteriami, a zatem mogą rozprzestrzeniać drobnoustroje pomiędzy pracownikami, pacjentami i odwiedzającymi.
Pierwszą linią obrony przeciwko infekcjom jest dezynfekcja rąk i powierzchni. Wiadomo jednak, że nie eliminuje to ryzyka zakażenia u pacjentów – około 80% wszystkich zakażeń jest przenoszonych przez dotyk, a drobnoustroje je powodujące mogą przetrwać na nieożywionych powierzchniach przez tygodnie, a nawet miesiące. Uważa się zatem, że biomasa na powierzchniach znacząco przyczynia się do występowania infekcji. Powierzchnie w szpitalach i placówkach zdrowia są stale dotykane przez osoby chore oraz zdrowie, a więc mogą stać się źródłami infekcji.
W ostatnim czasie, aby pokazać rolę powierzchni dotykowych w kontroli infekcji, na oddziałach geriatrycznych, intensywnej opieki medycznej i ogólnych w różnych szpitalach na świecie standardowy sprzęt zastąpiono nowym, wykonanym z miedzi i jej stopów.
Na całym świecie prowadzi się testy kliniczne na unikalnych dla danych placówek szczepach drobnoustrojów aby ocenić do jakiego stopnia stopy miedzi mogą zmniejszyć częstotliwość występowania infekcji szpitalnych.
Dotychczasowe wyniki potwierdzają, że miedź może być dodatkową bronią w walce z infekcjami w szpitalach na całym świecie.

### Testy kliniczne w Wielkiej Brytanii
W szpitalach Wielkiej Brytanii zakażeniom szpitalnym ulega około 300 tys. pacjentów, z czego przynajmniej 5 tys. umiera z powodu komplikacji wywołanych infekcją.
Na przełomie 2007 i 2008 roku University Hospitals Birmingham NHS Foundation Trust i Aston University przeprowadziły w szpitalu Selly Oak trwające 18 miesięcy testy oceniające przydatność stopów miedzi w walce z infekcjami. Testowano metodą cross-over, eliminującą rozbieżności wyników powodowane różnorodnością pacjentów, leczenia, stosowanych środków czystości itd.
W szpitalu Selly Oak często dotykane powierzchnie, zazwyczaj produkowane z plastiku, chromu czy aluminium, zastąpiono miedzianymi odpowiednikami. Były to między innymi krany, kurki (60% Cu, 40% Zn) i płytki do popychania drzwi (70% Cu, 30% Zn).
Na powierzchniach z miedzi ilość Staphylococcus aureus, E. Coli, Klebsiella pneumonice, Acinetobacter baumanii, Enterococcus spp. i Candida albicans zmalała o 90–100% względem grupy kontrolnej Redukcję 100% stwierdzono na miedzianym kurku kranu.
Testy kliniczne potwierdzają, że stopy miedzi zwiększają skuteczność dotychczas stosowanych środków kontroli czystości i w ten sposób obniżają ryzyko występowania zakażeń szpitalnych.
Bazując na wynikach tych oraz innych testów klinicznych, St. Francis Private Hospital (Mullingar w hrabstwie Westmeath w środkowej Irlandii), placówka ze 140 łóżkami jako pierwsza na świecie podjęła się całkowitej wymiany uchwytów i klamek drzwi na miedziane w ramach programu walki z infekcjami.
W styczniu 2010 roku w szpitalu i domu opieki rozpoczęto wymianę akcesoriów drzwiowych (250 klamek i uchwytów, płytki do popychania drzwi, zamki) na miedziane odpowiedniki.
Architekci placówek służby zdrowia w Wielkiej Brytanii pracują nad uwzględnieniem miedzi w swoich najnowszych pracach. Oddziały NHS Trust wyczekują projektów mających odnowić i ulepszyć ich wnętrza.

### Testy kliniczne w Chile
Każdego roku w Chile notuje się około 70 tys. zakażeń szpitalnych, powodowanych głównie przez powszechne w szpitalach patogeny w rodzaju S. aureus, P. aeruginosa czy A.baumanii
Na oddziale intensywnej opieki medycznej szpitala Cobre w Calama przeprowadzono 30-tygodniowe badania mikrobiologiczne. Testowano 990 powierzchni miedzianych umieszczonych w 90 różnych salach (w każdej sali 6 sprzętów miedzianych), grupą kontrolną było 90 sal, gdzie nie zastosowano technologii miedzi.
Wprowadzono następujące ulepszenia: tace na łóżkach ze stopu miedzi C70600, rusztowania łóżek powleczono stopem C11000, krzesła dla odwiedzających wyposażono w podpórki na ręce ze stopu C70600, stojaki na kroplówkę ze stopu C71000, pióra do ekranów dotykowych pokryto stopem mosiądzu (70% Cu, 30% Zn).
Po 10 tygodniach nastąpiła 90% redukcja drobnoustrojów na powierzchniach miedzianych względem grupy kontrolnej. Redukcja obejmowała wszystkie testowane rodzaje drobnoustrojów. Dodatkowo, przeciwdrobnoustrojowe właściwości miedzi utrzymały się aż do zakończenia testów.
Miedź skutecznie zredukowała ilość biomasy na wszystkich 6 rodzajach sprzętów (poręcze łóżek o 91%, dźwignie łóżek o 82%, tace o 83%, oparcia krzeseł o 92%, pióra o 49%, stojaki na kroplówkę o 88%).
W pokojach ulepszonych miedzią odnotowano niższą średnią zanieczyszczenia biomasą względem grupy kontrolnej. Najsilniejszą grupą patogenów były gronkowce, które miedź skutecznie zredukowała.
Planuje się dalsze badania nad wykorzystaniem naturalnych właściwości miedzi w redukcji biomasy w szpitalach.

### Testy kliniczne w Japonii
Naukowcy z Kitasato University School of Medicine przeprowadzili badania na pobranych ze szpitali bakteriach S. aureus, E. coli, i P. aeruginosa naniesionych na monety i płytki z różnych stopów miedzi. Bakterie szybko ginęły na powierzchniach z miedzi, mosiądzu, alpaki i miedzioniklu.
Inny eksperyment badał kolonie bakterii na długopisach wykonanych z miedzi i innych materiałów. Na powierzchniach miedzianych było znacznie mniej biomasy niż w grupie kontrolnej – 2.1 CFU przeciw 47.8 CFU. Gronkowca także było mniej na powierzchni miedzianej – 0.7 CFU przeciw 20.8 CFU w grupie kontrolnej.
Po sukcesie pierwszych testów przeprowadzono kolejną, 2 letnią próbę kliniczną, w której monitorowano zakażenia szpitalne na oddziale dermatologii i oddziale neonatologicznym szpitala Kitasato University Hospital. Badano biomasę na miedzianych sprzętach
i w grupie kontrolnej o zwykłych powierzchniach. Były to podłogi, krany, główki prysznicowe, płytki do popychania i uchwyty drzwi. Miedź zredukowała ilość gronkowca o 50–75% względem grupy kontrolnej, w zależności od wilgotności i częstotliwości kontaktu. Podobne wyniki stwierdzono dla Pseudomonas aeruginosa.
Badano właściwości przeciwdrobnoustrojowe (antybakteryjne i bakteriobójcze) wielu stopów metali, m.in. miedzi, cynku, niklu, cyny, srebra i złota. Generalnie wyniki zgadzały się z teorią kwasów i zasad Lewisa. Srebro – metal niewspółmiernie drogi, wykazało najsilniejszą bakteriobójczość, zaraz po nim plasowała się miedź. Dowiedziono także, że użycie miedzianych powierzchni znacznie obniża ryzyko wystąpienia kontaktowych zapaleń skóry.
Właściwości bakteriobójcze miedzi testowano też przeciwko MRSA i S. aureus metodą in vitro. Należało ustalić, czy stopy miedzi na oddziałach szpitalnych skutecznie zapobiegną rozprzestrzenianiu bakterii przez skażenie powierzchni. Po 180 minutach ilość MRSA
i S. ureus spadły poniżej wykrywalnego minimum, innymi słowy potwierdzono silne własności bakteriobójcze miedzi przeciwko testowanym bakteriom.
Na podłodze obok zarażonego MRSA pacjenta oddziału dermatologicznego umieszczono miedzianą płytkę. Badanie wykazało znaczną redukcje S. ureus (w tym MRSA) na podłodze pod płytką. Dowodzi to że miedź może zapobiec zakażeniom MRSA w szpitalach.

### Testy kliniczne w RPA
Prątki gruźlicy wielolekoopornej (MTB) powodują szerzenie się choroby w szpitalach RPA. Od ich pacjentów z oddziałów intensywnej opieki medycznej wyizolowano szczepy Candida albicans, Pseudomonas aeruginosa, Klebsiella pneumoniae, MRSA i MTB. Celem było określenie minimalnej ilości miedzi potrzebnej do zabicia drobnoustrojów i drożdży. Dodatkowo od pacjenta z oddziału poparzeń wyizolowano bakterię Acinetobacter baumannii oraz dwa szczepy MTB.
Miedź i jej stopy wykazały właściwości przeciwdrobnoustrojowe (antybakteryjne i bakteriobójcze) przeciw bakteriom odpornym na antybiotyki i C. albicans. Podobnych właściwości nie wykazała stal nierdzewna i PVC. Ponadto miedź i jej stopy wykazały efekt hamujący (88–98%) przeciwko MTB odpornemu na leki.
Naukowcy określili minimalne stężenie miedzi dla zwalczania bakterii i drożdży w wysokości >55%. By zwalczyć MTB potrzeba wyższych stężeń.

### Testy kliniczne w Stanach Zjednoczonych
Przekonanie autorytetów we władzach amerykańskim (m.in. Centers for Disease Control and Prevention (CDC)) o skuteczności miedzi w redukcji biomasy i zakażeń szpitalnych wymaga niepodważalnych dowodów. W trzech głównych szpitalach prowadzi się w tym celu badania nad drobnoustrojami, infekcjami i ich wpływem na oddziały intensywnej opieki medycznej. Porównuje się oddziały wyposażone w miedzianą armaturę i ich odpowiedniki bez ulepszenia.
Testy opłacił Departament Obrony Stanów Zjednoczonych (DOD) poprzez Telemedicine and Advanced Technology Research Center (TATRC), podlegający United States Army Medical Research and Materiel Command (USAMRMC). DOD wspiera badania miedzi w zwalczaniu zakażeń szpitalnych, chcąc ograniczyć infekcje wśród tysięcy podległych mu wojskowych rannych w trakcie wykonywania służby.
TATRC, sponsor programu Infectious Disease Program otrzymuje fundusze od Kongresu Stanów Zjednoczonych przeznaczone na oszacowanie skuteczności stopów miedzi, mosiądzu i brązu. Badania koordynuje Advanced Technology Institute w Charslestone w Karolinie Południowej.
Testy kliniczne przeprowadzano na oddziałach intensywnej opieki medycznej (ICU) w Memorial Sloan-Kettering Cancer Center (jednej z najbardziej prestiżowych jednostek walki z rakiem) w Nowym Jorku, Uniwersytecie Medycznym Karoliny Południowej i w H. Johnson VA Medical Center w Charleston w Karolinie Południowej. Zmierzono ilość biomasy na poszczególnych oddziałach ICU, a informacje udokumentowano
i opublikowano.
Wczesne wyniki ujawnione w 2011 roku wykazały 97% redukcję biomasy w salach z miedzią względem sal kontrolnych. Taki rezultat zazwyczaj osiąga się poprzez kompleksowe odkażanie po zwolnieniu sali przez pacjenta. Co więcej, wstępne wyniki ukazały, że ryzyko zakażenia szpitalnego u pacjentów w salach z miedzią było o 40,4% niższe niż w grupie kontrolnej. DOD nadzoruje także badania nad skutecznością miedzi w zapobieganiu transferu drobnoustrojów na i od pacjentów oraz w uzdatnianiu powietrza w placówkach.
Na oddziale ambulatoryjnym w szpitalu Shore University Hospital w Manhasset w stanie Nowy Jork prowadzi się oddzielne testy kliniczne, niezależne od Departamentu Obrony. Wśród pacjentów znajdują się zakażeni m.in. wirusem HIV. Na fotelach do pobrań krwi zamiast standardowych elementów drewnianych użyto stopów miedzi (90%) i niklu (10%). Odnotowano znaczącą redukcję biomasy (średnio 90%), głównie gronkowców. Dodatkowo użycie foteli z miedzianymi oparciami na ręce zmniejszyło narażenie pacjentów na kontakt z mikrobami 17-krotnie względem grupy kontrolnej. W większości próbek pobranych z foteli z miedzią stężenie biomasy wyniosło poniżej 500 CFU / cm2, poziom uważany za granice bezpieczeństwa w szpitalach.
Miedziane elementy zdołały nawet emitować w swoim bezpośrednim otoczeniu przeciwdrobnoustrojową aurę. Biomasa na miedzianych oparciach była mniejsza o 70% względem grupy kontrolnej. Zjawisko aury może okazać się pomocne w zwalczaniu transmisji bakterii.
Pacjenci i pracownicy służby zdrowia używający foteli z miedzianymi tacami byli narażeni 15-krotnie mniej niż osoby w grupie kontrolnej. Biomasa na miedzianych tacach została zredukowana o 88% względem grupy kontrolnej.
W kwietniu 2011 roku przeprowadzono badania nad skutecznością sprzętów ze stopów miedzi w zwalczaniu biomasy na często dotykanych powierzchniach. Brano pod uwagę m.in. klamki i uchwyty u drzwi, deski klozetowe i poręcze.
Z 14 powierzchni, na 8 znacząco zmalała ilość drobnoustrojów (mieści się w przedziale ufności), na pozostałych 6 również było mniej drobnoustrojów (nie mieści się w przedziale ufności). Niektóre z drobnoustrojów zginęły na miedzi w większej ilości niż inne, m.in. VRE, Staphylococcus aureus, i Coliform bacteria. Miedź można zatem uznać za skuteczny dodatek do szpitalnych praktyk sanitarnych.

## Rejestracja powierzchni dotykowych ze stopów miedzi przeciwdrobnoustrojowej w USEPA
29 lutego 2008 roku Agencja Ochrony Środowiska USA (EPA) zezwoliła na rejestrację pięciu grup stopów miedzi jako materiałów przeciwdrobnoustrojowych przydatnych w służbie zdrowia. Dotychczas w ramach tych grup zarejestrowano 355 różnych stopów.
Stopy miedzi to jedyne materiały stałe o właściwościach przeciwdrobnoustrojowych przydatnych w służbie zdrowia uznane przez EPA. Wcześniej jako takie zarejestrowano gazy, płyny, spraye, skoncentrowane proszki do odkażania i antyseptyki.

### Drobnoustroje badane i zwalczane w testach laboratoryjnych EPA
Zabite przez stopy miedzi bakterie w nadzorowanych przez EPA testach:
- pałeczka okrężnicy O157:H7, przenoszona drogą pokarmową, powoduje wycofywanie żywności na wielką skalę
- gronkowiec złocisty oporny na metycylinę, jedna z najżywotniejszych opornych na antybiotyki bakterii, powszechna przyczyna zakażeń szpitalnych i pozaszpitalnych
- gronkowiec złocisty, najpowszechniej występujący szczep ze wszystkich gronkowców, zakażenie może prowadzić do zagrażających życiu chorób, m.in. zapalenia płuc i zapalenia opon mózgowo-rdzeniowych
- Enterobacter aerogenes, bakteria powszechnie występująca w środowiskach szpitalnych powodująca oportunistyczne zakażenia skóry i wpływająca na inne tkanki ciała
- pałeczka ropy błękitnej, bakteria atakująca osoby o obniżonej odporności, atakuje drogi oddechowe i moczowe, skórę i krew
- VRE, druga po MRSA pod względem częstości zakażeń szpitalnych.

### Standardy testów EPA w ocenianiu właściwości miedzi
Rejestracja oparta jest na nadzorowanych przez EPA testach, które wykazały, że miedź zabija powyżej 99,9% bakterii chorobotwórczych w ciągu dwóch godzin na powierzchniach regularnie czyszczonych (na powierzchni metalu nie ma brudu ani osadu, które uniemożliwiałyby kontakt bakterii z miedzią).
By otrzymać rejestr EPA, stopy miedzi musiały wykazać silne właściwości przeciwdrobnoustrojowe we wszystkich rygorystycznych testach:
Skuteczność w roli środka sanityzującego: test mierzy przeżywalność bakterii na powierzchni stopu po 2 godzinach.
Szczątkowa aktywność samo-sanityzująca: test mierzy żywotność bakterii na przed i po 6 cyklach suchych i mokrych przez okres 24 godzin w standardowych warunkach. Stała redukcja zanieczyszczenia bakteryjnego: test mierzy przeżywalność bakterii na powierzchni stopu po ośmiokrotnym ponownym zakażeniu próbki w przeciągu 24 godzin, bez czyszczenia powierzchni w trakcie.

### Stopy miedzi przeciwdrobnoustrojowej zarejestrowane w EPA
Następujące grupy stopów zostały poddane testom i dopuszczone: C11000, C51000, C70600, C26000, C75200 i C28000.
Numery rejestracyjne powyższych grup w systemie EPA:
| Grupa | Zawartość miedzi (%) | Numer rejestracji |
| ----- | -------------------- | ----------------- |
| I     | 95,2 do 99,99        | 82012-1           |
| II    | 87,3 do 95,0         | 82012-2           |
| III   | 78,1 do 87,09        | 82012-3           |
| IV    | 68,2 do 77,5         | 82012-4           |
| V     | 65,0 do 67,8         | 82012-5           |
| VI    | 60,0 do 64,5         | 82012-6           |

### Potwierdzone przez EPA właściwości przeciwdrobnoustrojowe miedzi
Po rejestracji w EPA miedź oficjalnie może pochwalić się na rynku amerykańskim następującymi właściwościami:
Testy laboratoryjne wykazały, że czyszczone regularnie:
- Stopy miedzi przeciwdrobnoustrojowej powodują stałą redukcję zanieczyszczenia bakteryjnego na poziomie 99,9% w ciągu 2 godzin
- Stopy miedzi przeciwdrobnoustrojowej eliminują ponad 99,9% bakterii Gram-dodatnich i Gram-ujemnych w przeciągu 2 godzin.
- Stopy miedzi przeciwdrobnoustrojowej wykazują stałe i nieprzerwane działanie przeciwdrobnoustrojowe, skutecznie eliminując ponad 99,9% bakterii w przeciągu 2 godzin
- Stopy miedzi przeciwdrobnoustrojowej eliminują ponad 99,9% bakterii w przeciągu 2 godzin i eliminują 99% bakterii nawet po ponownym zanieczyszczeniu
- Powierzchnie ze stopów miedzi przeciwdrobnoustrojowej pomagają zahamować przyrost bakterii w przeciągu 2 godzin pomiędzy rutynowym czyszczeniem i działaniami sanityzującymi.
- Testy potwierdziły działanie przeciwdrobnoustrojowe (antybakteryjne i bakteriobójcze) przeciwko Staphylococcus aureus, Enterobacter aerogenes, MRSA, Escherichia coli O157:H7 i Pseudomonas aeruginosa.
- W rejestrze EPA zaznaczono, że „stopy miedzi przeciwdrobnoustrojowej mogą być używane w szpitalach i innych placówkach służby zdrowia, budynkach użyteczności publicznej i komercyjnej oraz w budynkach mieszkalnych”.

### Użyteczność stopów miedzi przeciwdrobnoustrojowej w służbie zdrowia potwierdzona przez EPA
W rejestracji stopów miedzi w EPA zaznaczono jej użyteczność dla służy zdrowia, a więc producenci korzystający z technologii miedzi przeciwdrobnoustrojowej w USA mogą reklamować swoje produkty jako bakteriobójcze i zwalczające potencjalnie zabójcze bakterie.

### Wymagania EPA w kwestii zarządzania produktem
Z racji rejestracji w EPA w USA, Towarzystwo Rozwoju Miedzi (CDA) zobowiązuje się do zarządzania produktami wykorzystującymi technologię miedzi przeciwdrobnoustrojowej.
CDA musi czuwać nad tym by producenci odpowiednio promowali swoje wyroby. Do każdego produktu muszą być przypasowane instrukcje jego użytkowania i konserwacji oraz informacja że sam produkt jest suplementem, a nie substytutem dla rutynowych zabiegów sanitarnych.
EPA zaleciło aby wszelkie materiały reklamowe i marketingowe dotyczące produktów z miedzi przeciwdrobnoustrojowej zawierały informację:
Miedź należy postrzegać jako suplement, a nie substytut standardowych praktyk kontroli infekcji. Należy przestrzegać wszystkich bieżących przepisów, włącznie z odnoszącymi się do czyszczenia i dezynfekcji powierzchni środowiskowych. Miedź redukuje zanieczyszczenie drobnoustrojami, ale nie jest regułą by zapobiegała zakażeniom szpitalnym.
Zadaniem miedzi przeciwdrobnoustrojowej jest sumplementacja standardowych rygorów sanitarnych (zwłaszcza między poszczególnymi zabiegami) w placówkach służby zdrowia, użyteczności publicznej czy w domach. Należy podkreślić, że aby miedź zachowała swoje właściwości, nie może być w żaden sposób zakrywana.
CDA pracuje nad programem zarządzania produktem poprzez witrynę internetową oraz spotkania Grupy Roboczej w celach edukacyjnych.
Mówi się o ponad 100 potencjalnych produktach użytecznych w placówkach służby zdrowia.